# Campeonato Nacional 1970 (Argentina)
El conocido como Torneo Nacional 1970 fue el cuadragésimo sexto de la era profesional y el segundo del año de la Primera División de Argentina de fútbol. Comenzó el 4 de septiembre y consagró al campeón el 23 de diciembre, aunque el último partido se jugó el 27 de diciembre. 
El fixture del torneo se sorteó el 20 de agosto de aquel año.
Por primera vez se disputó en dos rondas, una previa de grupos, y otra de definición por eliminación directa, estructura que, con diferentes variantes, se repetiría en las sucesivas ediciones.
Se aumentó el número de participantes en relación con el torneo anterior, de tal manera que participaron 20 equipos, 14 clasificados en el Metropolitano, 2 del Torneo Regional y 4 determinados a través de las plazas fijas, sistema que se implementó por primera vez y sería usado, a partir de ahí, hasta la última edición de la competencia. Ellas fueron la ciudad de Mar del Plata, la provincia de Tucumán, el conglomerado del Gran Mendoza y la provincia de Córdoba, que clasificaron a sus representantes directamente a través de sus ligas respectivas, sin participar del Regional. 
El campeón fue el Club Atlético Boca Juniors, bajo la dirección técnica de José María Silvero, con lo que clasificó a la Copa Libertadores 1971 junto con el subcampeón, el Club Atlético Rosario Central.
Se definió también el Mejor equipo del interior, entre los dos equipos indirectamente afiliados mejor ubicados en cada grupo, por una plaza en el Nacional de 1971.

## Equipos participantes

### Del torneo regular
Los 14 equipos clasificados en el anterior Metropolitano.
| Equipo             | Ciudad        |
| ------------------ | ------------- |
| Atlanta            | Buenos Aires  |
| Banfield           | Banfield      |
| Boca Juniors       | Buenos Aires  |
| Chacarita Juniors  | Villa Maipú   |
| Estudiantes        | La Plata      |
| Gimnasia y Esgrima | La Plata      |
| Independiente      | Avellaneda    |
| Newell's Old Boys  | Rosario       |
| Platense           | Vicente López |
| Racing Club        | Avellaneda    |
| River Plate        | Buenos Aires  |
| Rosario Central    | Rosario       |
| San Lorenzo        | Buenos Aires  |
| Vélez Sarsfield    | Buenos Aires  |

### De las plazas fijas
Los 4 equipos del interior clasificados.
| Equipo             | Ciudad                |
| ------------------ | --------------------- |
| Gimnasia y Esgrima | Mendoza               |
| Kimberley          | Mar del Plata         |
| San Martín         | San Miguel de Tucumán |
| Talleres           | Córdoba               |

### Del Torneo Regional
Los 2 equipos ganadores de la edición 1970.
| Equipo             | Ciudad                |
| ------------------ | --------------------- |
| Gimnasia y Esgrima | San Salvador de Jujuy |
| San Martín         | San Juan              |

## Sistema de disputa
Primera fase: dos zonas con un partido interzonal, en dos ruedas todos contra todos, por acumulación de puntos.
Segunda fase: los dos primeros de cada zona en una ronda por eliminación directa, a un solo partido, en cancha neutral.

## Fase de zonas
Los dos primeros de cada zonas fueron semifinalistas del campeonato.

### Zona A
| Pos. | Equipo                  | Pts. | PJ | PG | PE | PP | GF | GC | Dif. |
| ---- | ----------------------- | ---- | -- | -- | -- | -- | -- | -- | ---- |
| 1.º  | Chacarita Juniors       | 29   | 20 | 13 | 3  | 4  | 25 | 19 | 6    |
| 2.º  | Gimnasia y Esgrima (LP) | 27   | 20 | 12 | 3  | 5  | 46 | 31 | 15   |
| 3.º  | River Plate             | 26   | 20 | 11 | 4  | 5  | 30 | 20 | 10   |
| 4.º  | San Lorenzo             | 24   | 20 | 11 | 2  | 7  | 45 | 26 | 19   |
| 5.º  | Gimnasia y Esgrima (M)  | 23   | 20 | 10 | 3  | 7  | 33 | 32 | 1    |
| 6.º  | Racing Club             | 17   | 20 | 5  | 7  | 8  | 35 | 30 | 5    |
| 7.º  | Newell's Old Boys       | 15   | 20 | 5  | 5  | 10 | 29 | 36 | −7   |
| 8.º  | Talleres (C)            | 15   | 20 | 4  | 7  | 9  | 27 | 42 | −15  |
| 9.º  | San Martín (T)          | 14   | 20 | 5  | 4  | 11 | 19 | 37 | −18  |
| 10.º | Platense                | 10   | 20 | 3  | 4  | 13 | 21 | 46 | −25  |

|  | Semifinalista del campeonato. |

### Zona B
| Pos. | Equipo                 | Pts. | PJ | PG | PE | PP | GF | GC | Dif. |
| ---- | ---------------------- | ---- | -- | -- | -- | -- | -- | -- | ---- |
| 1.º  | Rosario Central        | 29   | 20 | 13 | 3  | 4  | 42 | 26 | 16   |
| 2.º  | Boca Juniors           | 29   | 20 | 13 | 3  | 4  | 36 | 20 | 16   |
| 3.º  | Vélez Sarsfield        | 25   | 20 | 9  | 7  | 4  | 39 | 24 | 15   |
| 4.º  | Independiente          | 21   | 20 | 9  | 3  | 8  | 37 | 35 | 2    |
| 5.º  | Estudiantes (LP)       | 20   | 20 | 7  | 6  | 7  | 31 | 22 | 9    |
| 6.º  | Banfield               | 18   | 20 | 6  | 6  | 8  | 29 | 29 | 0    |
| 7.º  | Atlanta                | 16   | 20 | 5  | 6  | 9  | 17 | 22 | −5   |
| 8.º  | Kimberley              | 15   | 20 | 4  | 7  | 9  | 33 | 41 | −8   |
| 9.º  | Gimnasia y Esgrima (J) | 14   | 20 | 4  | 6  | 10 | 27 | 43 | −16  |
| 10.º | San Martín (SJ)        | 13   | 20 | 4  | 5  | 11 | 27 | 47 | −20  |

|  | Semifinalista del campeonato. |

## Fase eliminatoria

### Cuadro de desarrollo
|  | Semifinales             | Semifinales             | Semifinales     |                 |              | Final        | Final | Final |  |
|  |                         |                         |                 |                 |              |              |       |       |  |
|  |                         |                         |                 |                 |              |              |       |       |  |
|  | Boca Juniors            | Boca Juniors            | 2               |                 |              |              |       |       |  |
|  | Boca Juniors            | Boca Juniors            | 2               |                 |              |              |       |       |  |
|  | Chacarita Juniors       | Chacarita Juniors       | 0               |                 |              |              |       |       |  |
|  | Chacarita Juniors       | Chacarita Juniors       | 0               |                 | Boca Juniors | Boca Juniors | 2     |       |  |
|  |                         |                         |                 |                 | Boca Juniors | Boca Juniors | 2     |       |  |
|  |                         |                         | Rosario Central | Rosario Central | 1            |              |       |       |  |
|  | Rosario Central         | Rosario Central         | Rosario Central | Rosario Central | 1            | 3            |       |       |  |
|  | Rosario Central         | Rosario Central         |                 |                 |              | 3            |       |       |  |
|  | Gimnasia y Esgrima (LP) | Gimnasia y Esgrima (LP) | 0               |                 |              |              |       |       |  |
|  | Gimnasia y Esgrima (LP) | Gimnasia y Esgrima (LP) | 0               |                 |              |              |       |       |  |
|  |                         |                         |                 |                 |              |              |       |       |  |

### Semifinales
Se cruzaron, en partidos eliminatorios, el primero con el segundo de cada zona. Los equipos ganadores de ambas llaves clasificaron a la Copa Libertadores 1971.
| Semifinal 1     | Semifinal 1 | Semifinal 1   | Semifinal 1          | Semifinal 1     |
| Equipo 1        | Resultado   | Equipo 2      | Estadio              | Fecha           |
| --------------- | ----------- | ------------- | -------------------- | --------------- |
| Rosario Central | 3 - 0       | Gimnasia (LP) | El Coloso del Parque | 19 de diciembre |

| Semifinal 2  | Semifinal 2 | Semifinal 2       | Semifinal 2 | Semifinal 2     |
| Equipo 1     | Resultado   | Equipo 2          | Estadio     | Fecha           |
| ------------ | ----------- | ----------------- | ----------- | --------------- |
| Boca Juniors | 2 - 0       | Chacarita Juniors | El Cilindro | 20 de diciembre |

### Final
Se disputó a un solo partido entre los ganadores de las respectivas semifinales.
| Final        | Final        | Final           | Final      | Final           |
| Equipo 1     | Resultado    | Equipo 2        | Estadio    | Fecha           |
| ------------ | ------------ | --------------- | ---------- | --------------- |
| Boca Juniors | 2 - 1 (t.s.) | Rosario Central | Monumental | 23 de diciembre |

## Mejor equipo del Interior
El ganador del enfrentamiento participó directamente del Nacional 1971.
| Mejor equipo del Interior                  | Mejor equipo del Interior | Mejor equipo del Interior | Mejor equipo del Interior | Mejor equipo del Interior |
| Equipo 1                                   | Resultado                 | Equipo 2                  | Estadio                   | Fecha                     |
| ------------------------------------------ | ------------------------- | ------------------------- | ------------------------- | ------------------------- |
| Kimberley                                  | 1 - 1                     | Gimnasia (M)              | Gral. San Martín          | 20 de diciembre           |
| Gimnasia (M)                               | 4 - 1                     | Kimberley                 | Bautista Gargantini       | 27 de diciembre           |
| Gimnasia (M) se clasificó al Nacional 1971 |                           |                           |                           |                           |

## Goleadores
| Jugador              | Jugador            | Goles | Equipo                  |
| -------------------- | ------------------ | ----- | ----------------------- |
| Bandera de Argentina | Carlos Bianchi     | 18    | Vélez Sarsfield         |
| Bandera de Argentina | Delio Onnis        | 16    | Gimnasia y Esgrima (LP) |
| Bandera de Argentina | Juan José Valiente | 15    | Kimberley               |
| Bandera de Argentina | Roberto Gramajo    | 13    | Rosario Central         |
| Bandera de Argentina | Alfredo Obberti    | 13    | Newell's Old Boys       |